# Brigitte Fassbaender
Brigitte Fassbaender (Berlino, 3 luglio 1939) è una cantante lirica, mezzosoprano e regista teatrale tedesca, dal 1999 al 2012 sovrintendente (amministratore delegato) del Teatro di Stato del Tirolo di Innsbruck, in Austria. Ha conseguito il titolo di Kammersängerin presso l'Opera di Stato Bavarese di Monaco di Baviera e la Staatsoper di Vienna.

## Biografia
Fassbaender è nata a Berlino, figlia dell'attrice cinematografica Sabine Peters e del baritono Willi Domgraf-Fassbaender. La famiglia si stabilì a Norimberga dopo la seconda guerra mondiale. Ha trascorso i primi anni della sua carriera a Monaco di Baviera.
Fassbaender studiò canto con suo padre al Conservatorio di Norimberga. Nel 1961 entrò a far parte dell'Opera di Stato Bavarese,  dove il suo primo ruolo da protagonista fu quello di Nicklausse nei Racconti di Hoffmann. Fassbaender è apparsa nel ruolo di Ottaviano, il ruolo principale di Der Rosenkavalier di Richard Strauss, a Monaco di Baviera nel 1967; è il ruolo che ha lanciato la sua carriera internazionale. Nel 1971 si esibì alla Royal Opera di Londra e fece il suo debutto al Metropolitan Opera nel 1974. Il primo amore di Fassbaender non fu la musica, ma il teatro. "Ero ossessionata dal teatro e volevo essere un'attrice come mia madre". 
Oltre al suo lavoro operistico, Fassbaender si è esibita nelle sale da concerto come cantante di Lieder e in film, cantando il ruolo del principe Orlofsky nella produzione cinematografica del 1984 di Die Fledermaus di Johann Strauss. Le sue registrazioni spaziano da opere, opere vocali con orchestra, a Lieder, tra cui Winterreise e Schwanengesang di Schubert, oratori come l'Oratorio di Natale di Bach e il Messiah di Händel, e anche ruoli parlanti dopo il suo ritiro dal canto. È apparsa in numerose produzioni operistiche televisive ora disponibili in DVD, come i suoi ruoli principali Octavian e Orlofsky, entrambi diretti dal suo frequente collaboratore Carlos Kleiber.
Nel 2010 ha scritto il libro e i testi per due musical di successo - Lulu - das Musical e Shylock!, basati sul Mercante di Venezia di Shakespeare. Entrambi sono stati una collaborazione con il compositore Stephan Kanyar e scritti per il Tiroler Landestheater di Innsbruck. Negli ultimi anni, Fassbaender ha lavorato nell'amministrazione artistica. È stata direttrice d'opera allo Staatstheater di Braunschweig per due anni, dal 1995 al 1997. Nel 1999 è diventata sovrintendente (amministratore delegato) del Tiroler Landestheater (Teatro di Stato del Tirolo) di Innsbruck, carica che ha ricoperto fino al 2012. Più recentemente, è stata direttrice dell'annuale Richard Strauss Festival a Garmisch-Partenkirchen. 
Nel 2006 è stata insignita del Musikpreis der Landeshauptstadt München. Nel gennaio 2011 il governo francese l'ha nominata Cavaliere onorario della Legion d'onore. 

## Repertorio
| Repertorio operistico parziale | Repertorio operistico parziale | Repertorio operistico parziale |
| Ruolo                          | Titolo                         | Compositore                    |
| ------------------------------ | ------------------------------ | ------------------------------ |
| Contessa Geschwitz             | Lulu                           | Berg                           |
| Carmen                         | Carmen                         | Bizet                          |
| Olga                           | Evgenij Onegin                 | Čajkovskij                     |
| Elisabetta I d'Inghilterra     | Maria Stuarda                  | Donizetti                      |
| Giocasta                       | Œdipe                          | Enescu                         |
| Nancy                          | Martha                         | Flotow                         |
| Balkis                         | La rencontre imprévue          | Gluck                          |
| Marthe                         | Faust                          | Gounod                         |
| Hänsel                         | Hänsel und Gretel              | Humperdinck                    |
| Charlotte                      | Werther                        | Massenet                       |
| Farnace                        | Mitridate, re di Ponto         | Mozart                         |
| Don Ramiro                     | La finta giardiniera           | Mozart                         |
| Cherubino                      | Le nozze di Figaro             | Mozart                         |
| Dorabella                      | Così fan tutte                 | Mozart                         |
| Terza dama                     | Die Zauberflöte                | Mozart                         |
| Annio Sesto                    | La clemenza di Tito            | Mozart                         |
| Marina                         | Boris Godunov                  | Musorgskij                     |
| Nicklausse                     | Les contes d'Hoffmann          | Offenbach                      |
| Oreste                         | La belle Hélène                | Offenbach                      |
| Silla                          | Palestrina                     | Pfitzner                       |
| Un musico                      | Manon Lescaut                  | Puccini                        |
| Suzuki                         | Madama Butterfly               | Puccini                        |
| Venere                         | Il giardino di Amore           | Scarlatti                      |
| Principe Orlofsky              | Die Fledermaus                 | Strauss, Johann                |
| Herodias                       | Salomè                         | Strauss, Richard               |
| Klytaemnestra                  | Elektra                        | Strauss, Richard               |
| Octavian                       | Der Rosenkavalier              | Strauss, Richard               |
| Anna                           | Intermezzo                     | Strauss, Richard               |
| Clairon                        | Capriccio                      | Strauss, Richard               |
| Maddalena                      | Rigoletto                      | Verdi                          |
| Azucena                        | Il trovatore                   | Verdi                          |
| Annina                         | La traviata                    | Verdi                          |
| Preziosilla                    | La forza del destino           | Verdi                          |
| Principessa d'Eboli            | Don Carlos                     | Verdi                          |
| Amneris                        | Aida                           | Verdi                          |
| Mrs. Quickly                   | Falstaff                       | Verdi                          |
| Fricka                         | Das Rheingold                  | Wagner                         |
| Fricka Waltraute               | Die Walküre                    | Wagner                         |
| Brangana                       | Tristan und Isolde             | Wagner                         |
| Magdalena                      | Die Meistersinger von Nürnberg | Wagner                         |

## Discografia
- Bach: Johannes-Passion BWV 245 - Brigitte Fassbaender/Consortium Musicum/Elly Ameling/Theo Altmeyer/Wolfgang Gönnenwein, 1969 EMI/Warner
- Bach Mass in B minor - Eugen Jochum/Claes Hakon Ahnsjö/Symphonieorchester & Chor des Bayerischen Rundfunks/Helen Donath/Brigitte Fassbaender/Roland Hermann/Robert Holl, 1982 EMI/Warner
- Beethoven, Sinf. n. 9 - Böhm/Norman/Fassbaender/Berry, 1994 Deutsche Grammophon
- Berg: Lulu - Jeffrey Tate, 1992 EMI/Warner
- Brahms, Liebeslieder op. 52, 65/3 Quartetti op. 64 - Mathis/Schreier/F. Dieskau, 1981 Deutsche Grammophon
- Brahms, Raps. op. 53 - Sinopoli/Fassbaender, 1983 Deutsche Grammophon
- Dvořák: Requiem, Op. 89 - Gabriela Beňačková/Brigitte Fassbaender/Thomas Moser/Jan-Hendrik Rootering/Czech Philharmonic Chorus & Orchestra/Lubomir Matl/Wolfgang Sawallisch, 1985 Supraphon
- Flotow: Martha - Anneliese Rothenberger/Bayerisches Staatsorchester/Brigitte Fassbaender/Chor der Bayerischen Staatsoper München/Nicolai Gedda/Robert Heger, 1969 EMI/Warner
- Gounod: Faust - Alexandru Agache/Brigitte Fassbaender/Carlo Rizzi (direttore d'orchestra)/Cecilia Gasdia/Orchestra & Chorus of Welsh National Opera/Jerry Hadley/Samuel Ramey/Susanne Mentzer, 1994 Teldec
- Handel: Der Messias - Brigitte Fassbaender/Lucia Popp/Neville Marriner, 1984 EMI/Warner
- Haydn: Mass in C "Missa in Tempore Belli" - Brigitte Fassbaender/Chor des Bayerischen Rundfunks/Claes-Håkon Ahnsjö/Elmar Schloter/Hans Sotin/Judith Blegen/Leonard Bernstein/Symphonieorchester des Bayerischen Rundfunks/Werner Thomas/Wolfgang Seeliger, 1986 Philips
- Humperdinck, Hänsel e Gretel - Solti/Fassbaender/Gruberova, 1978 Decca
- Liszt: Vergiftet sind meine Lieder S.289 - Irwin Gage/Brigitte Fassbaender, 1987 Deutsche Grammophon
- Loewe: Lieder, Frauenliebe, Op. 60 - Brigitte Fassbaender/Cord Garben, 1988 Deutsche Grammophon
- Mahler, Klagende Lied e altri Song Cycles - Chailly/Dunn/Fassbaender/Baur, 1989 Decca
- Mahler, Kindert./Lieder eines fahr./Rückert L.(Ich bin der Welt) - Fassbaender/Chailly, 1989 Decca
- Mahler, Lied von der Erde - Giulini/Fassbaender/Araiza, 1984 Deutsche Grammophon
- Mahler: Das Lied von der Erde - Brigitte Fassbaender/Cyprien Katsaris/Thomas Moser, 1990 Teldec
- Mozart, Così fan tutte - Böhm/Janowitz/Fassbaender/Prey, 1975 Deutsche Grammophon
- Mozart: La Finta Giardiniera - Brigitte Fassbaender/Leopold Hager/Lilian Sukis, 1981 Philips
- Mozart: La Clemenza di Tito - István Kertész/Orchester der Wiener Staatsoper/Maria Casula/Teresa Berganza/Lucia Popp, 1967 Decca
- Mozart: Die Zauberflöte - Wolfgang Sawallisch/Edda Moser/Bayerisches Staatsorchester, 1987 EMI/Warner
- Pfitzner: Palestrina - Chor & Symphonieorchester des Bayerischen Rundfunks/Der Tolzer Knabenchor/Dietrich Fischer-Dieskau/Rafael Kubelík, 1989 Deutsche Grammophon
- Rossini: Petite Messe Solennelle - Brigitte Fassbaender/Katia Labèque/Lucia Popp/Marielle Labeque/Riccardo Muti/Stephen Cleobury, 1995 EMI/Warner
- Schoenberg, Gurre-Lieder - Chailly/Dunn/Becht/Fassbaender, 1985 Decca
- Schubert: Winterreise - Aribert Reimann/Brigitte Fassbaender, EMI/Warner
- Schubert: Die Zwillingsbrüder - Wolfgang Sawallisch/Helen Donath/Dietrich Fischer-Dieskau/Nicolai Gedda/Kurt Moll, EMI/Warner
- Schubert: 3 Masses/Tantum Ergo/Offertorium - Wolfgang Sawallisch/Helen Donath/Lucia Popp, 1983 EMI/Warner
- Schubert: Schwanengesang; 5 Lieder - Fassbaender/Reimann, 1992 Deutsche Grammophon
- Strauss R: Der Rosenkavalier - Bavarian State Chorus & Orchestra/Carlos Kleiber, Opera d'Oro
- Verdi, Rigoletto - Sinopoli/Gruberova/Bruson, 1981 Decca
- Verdi: Il Trovatore - Carlo Maria Giulini/Orchestra dell'Accademia Nazionale di Santa Cecilia/Plácido Domingo/Giorgio Zancanaro/Evgenij Evgen'evič Nesterenko, 1984 Deutsche Grammophon
- Verdi: Don Carlos - Nicolai Gedda/Dietrich Fischer-Dieskau, EMI/Warner
- Weber: Abu Hassan - Edda Moser/Kurt Moll/Nicolai Gedda, EMI/Warner
- Weill: Die Sieben Todsünden, Chansons - Brigitte Fassbaender/Cord Garben/Radio-Philharmonie Hannover des NDR, 1993 harmonia mundi
- Wolf: Mörike-Lieder - Brigitte Fassbaender/Jean-Yves Thibaudet, 1993 Decca
- Fassbaender: Lieder Vol. 1 (Brahms/Dvorák/Schumann/Liszt/Tschaikowsky) - Brigitte Fassbaender/Erik Werba/Irwin Gage/Karl Engel, EMI/Warner
- Fassbaender: Lieder Vol. 2 (Schubert & Wolf) - Brigitte Fassbaender/Capella Bavariae/Chor der Bayerischen Staatsoper München/Dietrich Fischer-Dieskau/Edda Moser/Erik Werba/Heinz Wallberg/Henryk Czyz/Nicolai Gedda, EMI/Warner
- Fassbaender: Lieder Vol. 3 (Mendelssohn & Schumann) - Aribert Reimann/Brigitte Fassbaender/Erik Werba, EMI/Warner
- Fassbaender: Lieder Vol. 4 (Mahler/Schönberg/Milhaud) - Aribert Reimann/Brigitte Fassbaender/Irwin Gage, EMI/Warner

## DVD & BLU-RAY
- Humperdinck, Hänsel e Gretel - Solti/Fassbaender/Gruberova, 1981 Deutsche Grammophon
- Strauss J: Pipistrello - Kleiber/Coburn/Perry/Wachter, Deutsche Grammophon
- Strauss J: Die Fledermaus (Vienna State Opera, 1980) - Bernd Weikl/Lucia Popp/Erich Kunz/Brigitte Fassbaender/Walter Berry/Edita Gruberová, Arthaus Musik/Naxos/ORF
- Strauss R: Elektra (Vienna State Opera, 1989) - Éva Marton/Brigitte Fassbaender/Cheryl Studer/James King (tenore)/Claudio Abbado, Arthaus Musik/Naxos
- Wagner, Oro del Reno - Karajan/Stewart/Fassbaender, 1978 Deutsche Grammophon